# Biczowąż długonosy
Biczowąż długonosy, wąż bicz (Ahaetulla nasuta) – gatunek jadowitego węża z rodziny połozowatych (Colubridae).

## Opis[4]

### Rozmiary
Długość: zazwyczaj 120–150 cm, maksymalnie 2 m.

### Wygląd
Zielone lub jasnobrązowe ubarwienie, żółta linia po obu stronach ciała. Łuski gładkie, długie i skośnie ustawione. Skóra między nimi jest czarno-biała, co uwidacznia się w postaci prążkowania, gdy zwierzę jest podrażnione i jego ciało rozdyma się. Długa i wąska głowa kończy się szpiczastym pyskiem. Oczy ułożone poprzecznie i pochylone do przodu. Tęczówka jest koloru złotego, źrenica horyzontalna. Ze względu na ułożenie oka i źrenicy mają stereoskopowe widzenie. Szyja wyraźnie zwężona, ciało smukłe o największej szerokości w okolicach połowy długości. Ogon zwęża się stopniowo i stanowi około 1/3 długości całego ciała.

### Występowanie
Występuje na terenie Indii, Sri Lanki, Bangladeszu, Mjanmy, Tajlandii, Kambodży i Wietnamu. Zamieszkuje równiny i wzgórza do ok. 1000 m n.p.m. Znajdowany jest w wysokiej trawie, na drzewach, częściej w zaroślach, czasami w parkach miejskich.
Niektórzy autorzy zawężają zasięg występowania gatunku do Sri Lanki, sugerując że populacje kontynentalne należą do innych gatunków m.in. synonimizowanych wcześniej z Ahaetulla nasuta: A. anomala, A. fusca, A. isabellina i A. oxyrhyncha, a także gatunków nowo opisanych w XXI wieku.

### Rozmnażanie
Są jajożyworodne. Samica rodzi 5–15 młodych.

### Zachowanie

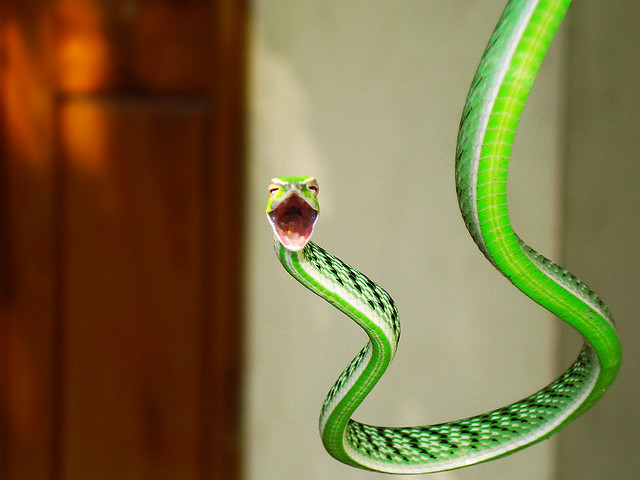
Podrażniony Ahaetulla nasuta

Zazwyczaj jest spokojny i nieagresywny, jednakże źle znosi niewolę. Często po schwytaniu atakuje ściany terrarium i nawet małe osobniki gryzą bez wahania, celując w twarz przeciwnika. Po kilku dniach większość osobników oswaja się na tyle, że można się z nimi obchodzić bez problemu.
Gdy jest podrażniony wysuwa język, podnosi przednią część ciała, pochyla ją do przodu i nadyma się, co powoduje uwidocznienie prążkowania. Język rzadko jest wysuwany i wsuwany, co jest częste u innych węży, raczej pozostaje wysunięty. Następnie otwiera szeroko pysk i zwija ciało sinusoidalnie. Miejscowe ludy uważają, że stara się uderzyć w oczy człowieka.
Wśród listowia porusza się sprawnie, ale na ziemi powolnie. Podczas spoczynku obserwowany jest z wyprostowanym, niezwiniętym ciałem.

### Pokarm

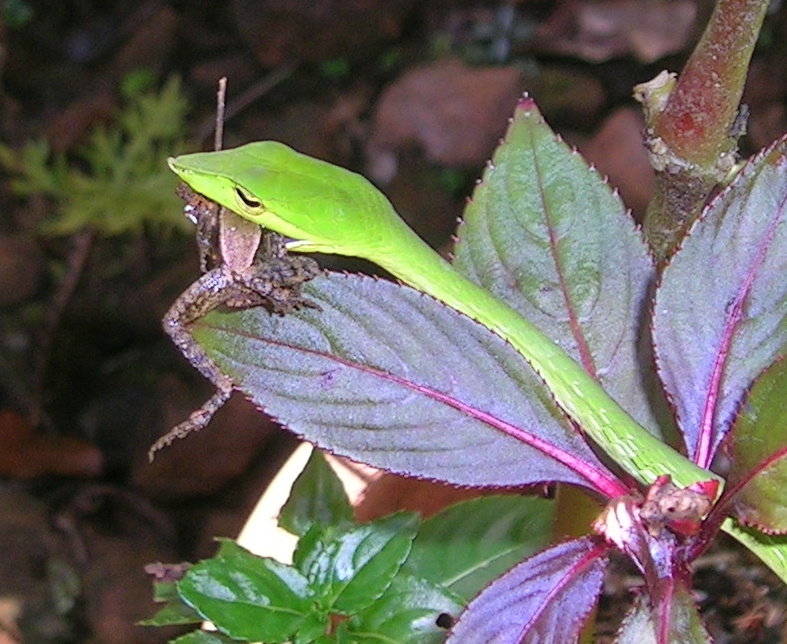
Wąż bicz żywiący się Hylarana temporalis

Żywi się głównie jaszczurkami z rodzaju Calotes, a także żabami, ptakami, małymi ssakami i okazjonalnie innymi wężami. Polując na zdobycz chwyta ją za kark pyskiem i trzyma póki nie przestanie się ruszać lub póki nie umrze. Następnie połyka zdobycz i unosi przednią połowę ciała do góry. Wykrzywiając ciało przesuwa pokarm do żołądka.

### Jadowitość
Ich zęby jadowe umieszczone są w tyle pyska. Ukąszenia nie są niebezpieczne dla ludzi, mogą jedynie powodować lekki ból w miejscu ukąszenia, obrzęk oraz pocenie. W przypadku ich naturalnej zdobyczy śmierć następuje dopiero po 10–20 minutach od ukąszenia. Powoduje u nich przyspieszenie oddechu i postępujący paraliż dochodzący do mięśni oddechowych.